# Записки на великия историк
Записки на великия историк или Шъдзи (на китайски: 史記) е най-великото произведение на историка Съма Циен написано от 109 пр.н.е. до 91 пр.н.е., в което той разказва китайската история от времето на Жълтия император до император У-ди. Този първи китайски исторически текст дълбоко повлиява китайската историография и проза, сравнявана е с Истории на Херодот.